# Parabaik
Il parabaik (ပုရပိုက်; pəɹəbaiʔ) è un tipo di carta fatto di spessi strati di carta che vengono anneriti, cosparsi di colla e piegati insieme. Insieme con la carta di bambù e la carta di foglie di palma, i parabaik erano l'unico mezzo su cui scrivere e disegnare agli inizi del periodo moderno in Birmania.

## Storia
Ci sono due tipi di parabaik: storicamente, i "parabaik neri" (ပုရပိုက်နက်) erano l'unico mezzo su cui scrivere, mentre i "parabaik bianchi" (ပုရပိုက်ဖြူ) erano usati per dipinti e disegni. I parabaik neri più antichi contengono opere di carattere tecnico e scientifico come medicina, astronomia, astrologia, storia, saggi sociali ed economici, musica, ballate storiche, fiction, poesia, ecc. I parabaik bianchi più antichi, invece, contengono disegni colorati di re e di attività di corte, storie, costumi e usi sociali, case, vestiti, acconciature, ornamenti ecc. La maggior parte delle cronache birmane erano originariamente scritte sui parabaik. Uno studio del 1979 delle Nazioni Unite ha scoperto che vi sono "migliaia e migliaia" di rotoli e antichi parabaik sparsi per la Birmania (solitamente all'interno di monasteri o case di collezionisti privati), ma la gran parte di questi non è accuratamente conservata.

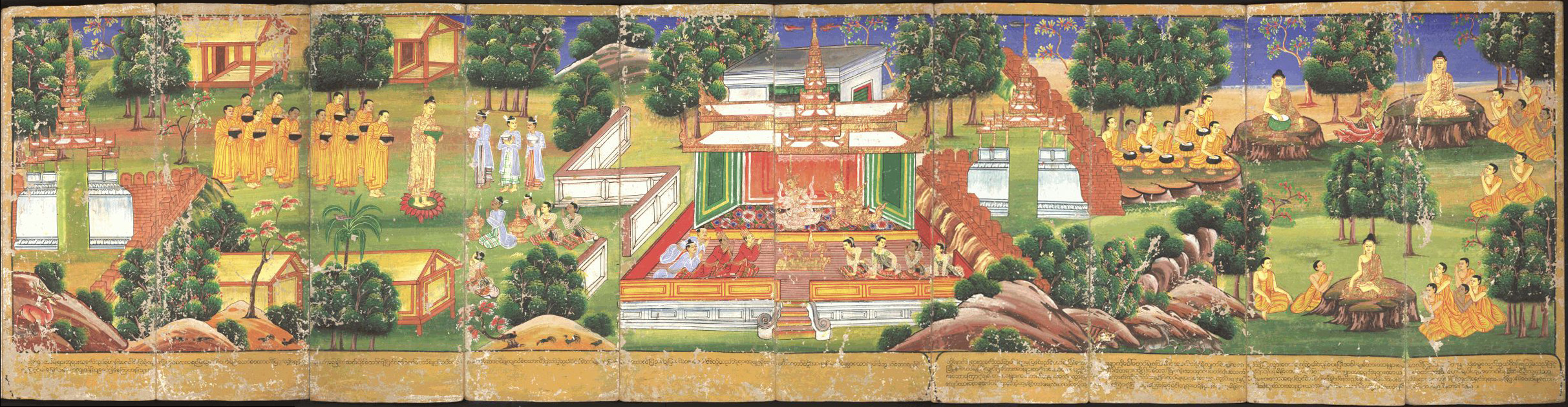
Un parabaik ritraente delle scene della vita di Buddha